# سامي لوي
سامي لوي (بالإنجليزية: Sammy Lowe)‏ هو بواق ومنتج أسطوانات أمريكي، ولد في 14 مايو 1918 في برمنغهام في الولايات المتحدة، وتوفي بنفس المكان في 17 فبراير 1993.

## وصلات خارجية
- سامي لوي على موقع IMDb (الإنجليزية)
- سامي لوي على موقع ميوزك برينز (الإنجليزية)
- سامي لوي على موقع أول ميوزيك (الإنجليزية)
- سامي لوي على موقع ديسكوغز (الإنجليزية)